# Rachicerus oliverioi
Rachicerus oliverioi är en tvåvingeart som beskrevs av Carrera 1940. Rachicerus oliverioi ingår i släktet Rachicerus och familjen vedflugor. Inga underarter finns listade i Catalogue of Life.